# 1474 Beira
1474 Beira eller 1935 QY är en asteroid i huvudbältet som korsar planeten Mars omloppsbana. Den upptäcktes 20 augusti 1935 av den sydafrikanske astronomen Cyril V. Jackson i Johannesburg. Den har fått sitt namn efter staden Beira i Moçambique.